# Sketches for My Sweetheart the Drunk
 (mai 2013).
Si vous disposez d'ouvrages ou d'articles de référence ou si vous connaissez des sites web de qualité traitant du thème abordé ici, merci de compléter l'article en donnant les références utiles à sa vérifiabilité et en les liant à la section « Notes et références ».
Albums de Jeff Buckley
Grace
(1994) You And I
(2016)
Sketches for my sweetheart the drunk est un album de Jeff Buckley sorti en 1998, soit un an après sa mort.
Il s'agit d'une compilation de titres enregistrés avec Tom Verlaine en 1996 et 1997, de versions alternatives et de démos. Sa sortie exigea d'intenses négociations avec la mère de Jeff Buckley, dépositaire du fonds, qui craignait que Sony (propriétaire de Columbia) ne cherche à exploiter l'héritage de son fils.

## Enregistrement et parution
Après la sortie de Grace en 1994, Buckley commença l'enregistrement de son nouvel album (avec le titre provisoire "My sweetheart the drunk") vers la fin de 1996, avec l'assistance du producteur Tom Verlaine. Toutefois, insatisfait du résultat, il se débarrassa de tous les enregistrements et parti à Memphis avec son groupe pour repartir à zéro. 
Dans la soirée du 29 mai 1997, Buckley se baigna dans le Mississippi et se noya. En l'absence de testament, ses biens revinrent à sa mère, Mary Guibert. 
Peu après l'enterrement, celle-ci apprit que Sony avait débuté le mixage et la production des enregistrements réalisés avec Tom Verlaine, ce qui ne manqua pas de l'irriter ainsi que le groupe de son fils, compte tenu du souhait du défunt de ne pas les publier. Mary Guibert adressa en conséquence à Sony une lettre leur intimant l'arrêt du processus. 
Néanmoins, Sony souhaitait récupérer les sommes investies dans l'enregistrement et désirait particulièrement la sortie d'un nouvel album. 
Finalement, Mme Guibert autorisa la parution de certains matériaux considérés comme les "plus utilisables". Le compromis aboutit à un double album, comprenant à la fois des enregistrements de Tom Verlaine sur le premier disque (dans leur version brute) et les ultimes démos de Buckley sur le second. 
| 1.  | The Sky is a Landfill    |  |
| 2.  | Everybody Here Wants You |  |
| 3.  | Opened Once              |  |
| 4.  | Nightmares by the Sea    |  |
| 5.  | Yard of Blonde Girls     |  |
| 6.  | Witches' Rave            |  |
| 7.  | New Year's Prayer        |  |
| 8.  | Morning Theft            |  |
| 9.  | Vancouver                |  |
| 10. | You & I                  |  |

| 1.  | Nightmares by the Sea (original mix)             |  |
| 2.  | New Year's Prayer (original mix)                 |  |
| 3.  | Haven't You Heard                                |  |
| 4.  | I Know We Could Be So Happy (If We Wanted To Be) |  |
| 5.  | Murder Suicide Meteor Slave                      |  |
| 6.  | Back in N.Y.C.                                   |  |
| 7.  | Demon John                                       |  |
| 8.  | Your Flesh Is So Nice                            |  |
| 9.  | Jewel Box                                        |  |
| 10. | Satisfied Mind                                   |  |

## Classements hebdomadaires
| Classement (1998)             | Meilleure place |
| ----------------------------- | --------------- |
| Allemagne (Media Control AG)  | 93              |
| Australie (ARIA)              | 1               |
| Belgique (Flandre Ultratop)   | 13              |
| Écosse (OCC)                  | 13              |
| États-Unis (Billboard 200)    | 64              |
| France (SNEP)                 | 6               |
| Norvège (VG-lista)            | 10              |
| Nouvelle-Zélande (RIANZ)      | 7               |
| Pays-Bas (Mega Album Top 100) | 62              |
| Royaume-Uni (UK Albums Chart) | 7               |
| Royaume-Uni (R&B Albums)      | 1               |
| Suède (Sverigetopplistan)     | 29              |

## Certifications
| Pays              | Certification | Date       | Unités certifiées |
| ----------------- | ------------- | ---------- | ----------------- |
| Australie (ARIA)  | 2 × Platine   | 2016       | 140 000           |
| Royaume-Uni (BPI) | Or            | 15/07/2016 | 100 000           |